# Garry Cook
Garry Cook, född den 10 januari 1958 i Wednesbury, Storbritannien, är en brittisk friidrottare inom kortdistanslöpning.
Han tog OS-silver på 4 x 400 meter vid friidrottstävlingarna 1984 i Los Angeles. 